# Parteitag der CDU Deutschlands 2022 (Januar)

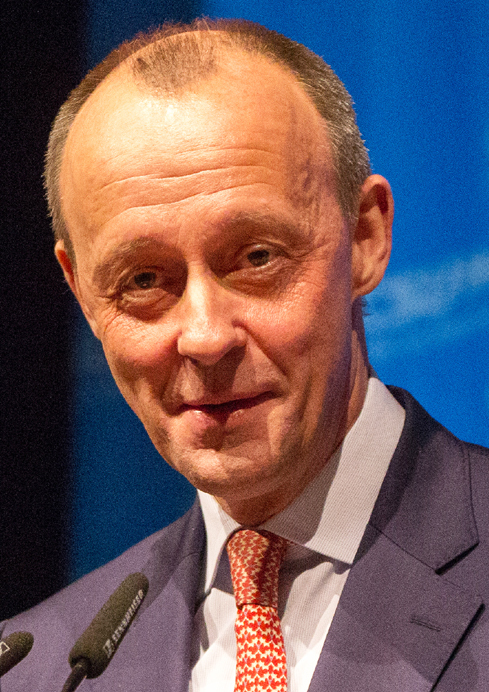
Friedrich Merz
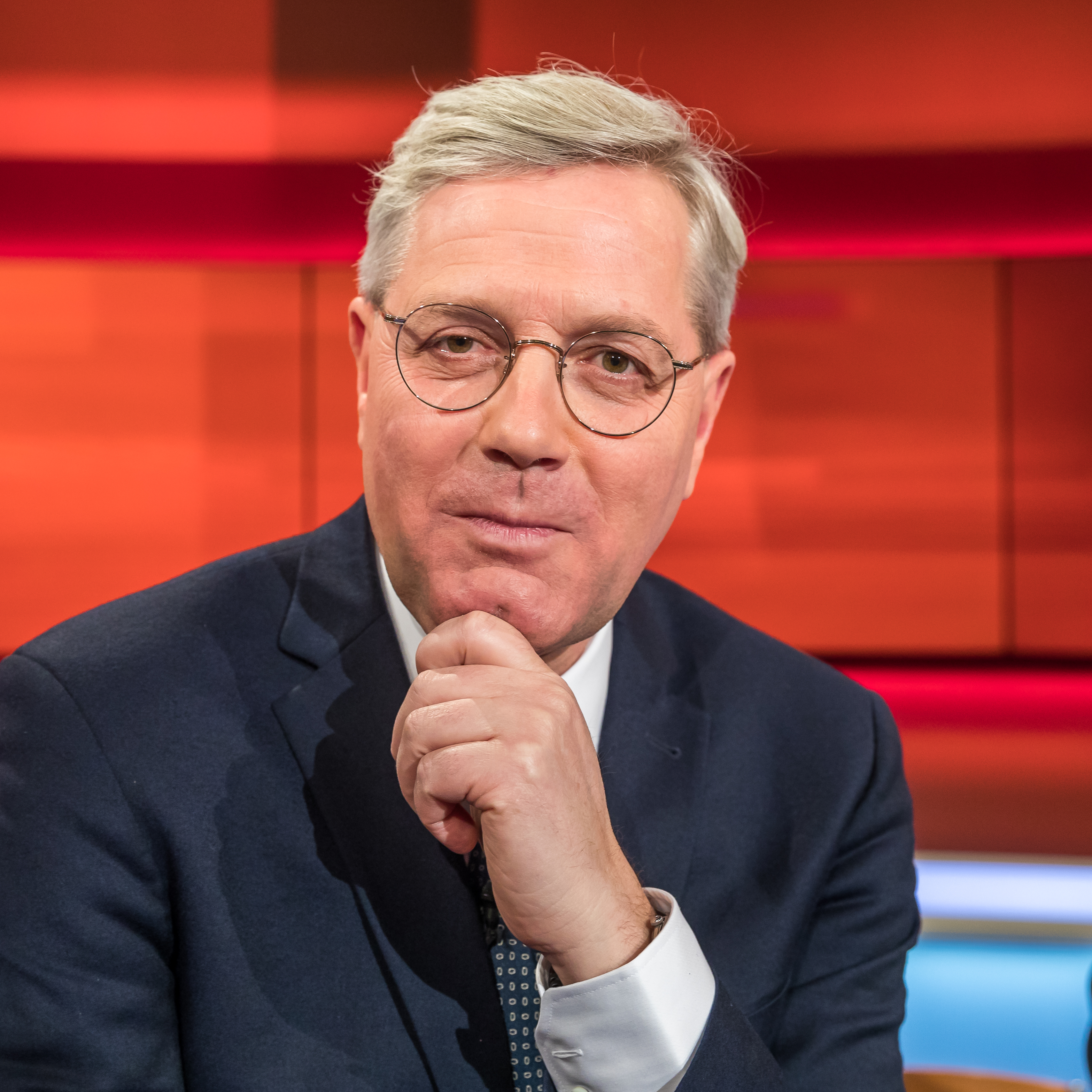
Norbert Röttgen
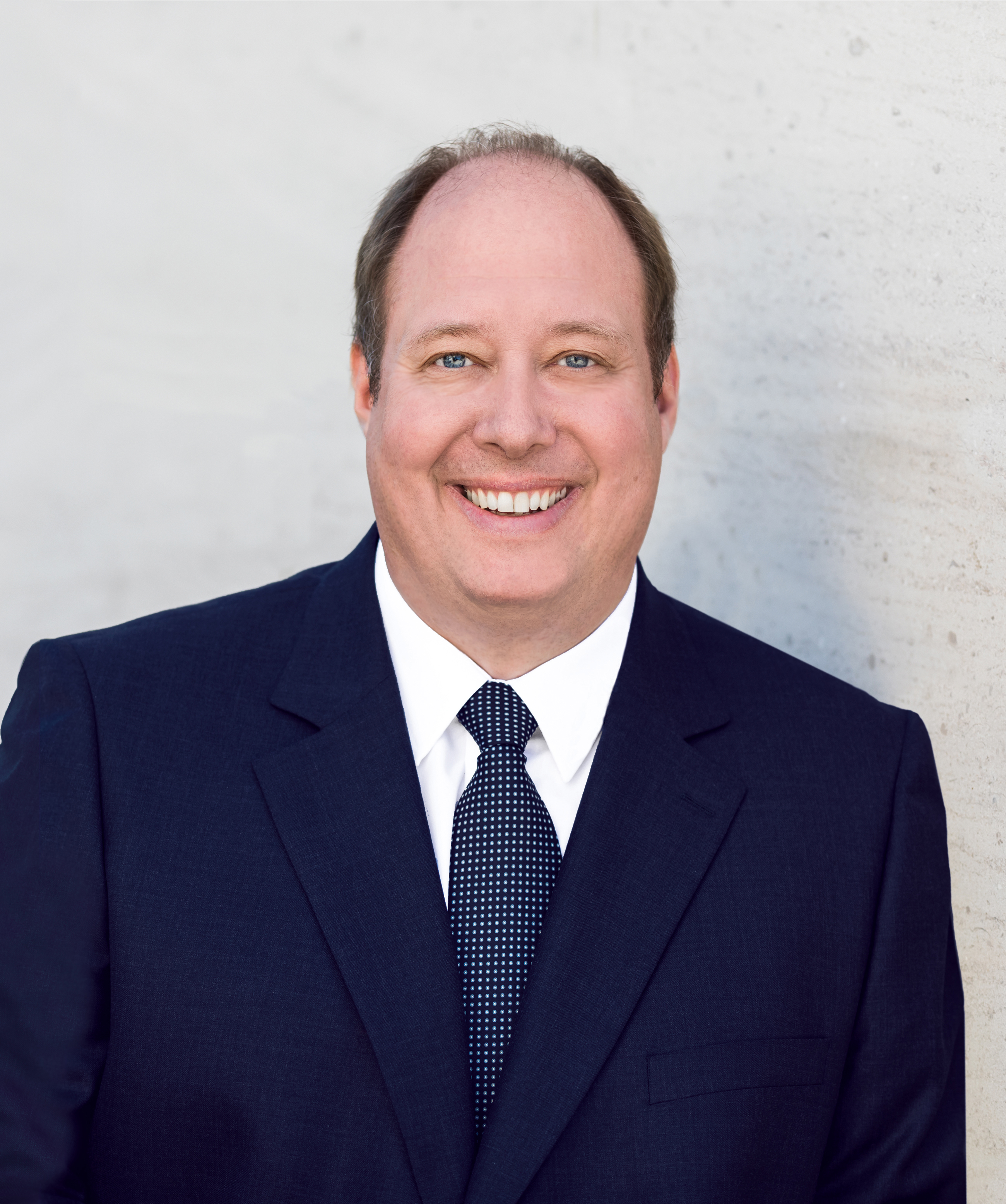
Helge Braun

Der 34. Parteitag der Christlich Demokratischen Union Deutschlands fand am 22. Januar 2022 zum zweiten Mal als digitale Veranstaltung ohne örtliche Präsenz von Delegierten statt. Wichtigster Programmpunkt war die Neuwahl des gesamten CDU-Bundesvorstands nach der für die Union verlustreichen Bundestagswahl 2021. Erstmals wurde zuvor ein neuer Parteivorsitzender in einem Mitgliederentscheid im Dezember 2021 bestimmt und von den Delegierten des Bundesparteitages im Januar 2022 gewählt.

## Vorgeschichte
Die Wahl eines neuen Bundesvorstandes wurde nach dem Rücktritt von Armin Laschet notwendig. Unter dem Kanzlerkandidaten Laschet erreichten CDU und CSU mit bundesweit insgesamt 24,1 % ihr schlechtestes Bundestagswahlergebnis in der Geschichte der Union. Die Union stellte zum ersten Mal seit 2005 nicht die stärkste Fraktion im Deutschen Bundestag und damit auch nicht mehr den Bundeskanzler.
Die Kreisvorsitzenden entschieden sich auf einer Konferenz nach der Bundestagswahl, erstmals eine Mitgliederbefragung in der CDU durchzuführen. Helge Braun, Norbert Röttgen und Friedrich Merz warben hierbei um die Stimmen der Mitglieder. Die erste Abstimmungsrunde erfolgte vom 18. November bis 2. Dezember. Am 17. Dezember gab die CDU bekannt, dass bei einer Wahlbeteiligung von 66,02 Prozent Friedrich Merz im ersten Wahlgang die erforderliche absolute Mehrheit in Höhe von 62,1 % erhalten hat. Eine Stichwahl war daraufhin nicht notwendig.
| Friedrich Merz                                                            | 158.328     | 62,1 %  |
| Norbert Röttgen                                                           | 065.779     | 25,8 %  |
| Helge Braun                                                               | 030.850     | 12,1 %  |
| Prozentwerte beziehen sich auf die Anzahl der abgegeben gültigen Stimmen. |             |         |
| Stimmberechtigte Mitglieder                                               | ca. 386.200 | 100,0 % |
| Abgegebene Stimmen                                                        | 254.957     | 66,0 %  |
| davon online                                                              | 132.638     | 52,0 %  |
| davon postalisch                                                          | 122.319     | 48,0 %  |

## Verfahren (Digitalparteitag und Briefwahl)
Vorab festgelegt wurde wie schon auf dem Digitalparteitag 2021, den gesamten neuen CDU-Bundesvorstand inklusive des Vorsitzenden zunächst digital zu wählen (am 22. Januar). Anschließend folgte eine rechtlich verbindliche Schlussabstimmung per Briefwahl, deren Ergebnis am 31. Januar 2022 verkündet wurde. Es wurde davon abgesehen, Anträge oder Satzungsänderungen zu beraten. Im Vordergrund des Parteitages standen ausschließlich Personalentscheidungen.

## Personalien
Neben dem Bundesvorsitzenden wurden satzungsgemäß fünf stellvertretende CDU-Vorsitzenden, sieben weitere gewählte Mitglieder des Präsidiums sowie 26 Frauen und Männer als Beisitzer gewählt. Darüber hinaus wurde der Generalsekretär auf Vorschlag des neuen Bundesvorsitzenden gewählt.

### Bundesvorsitz

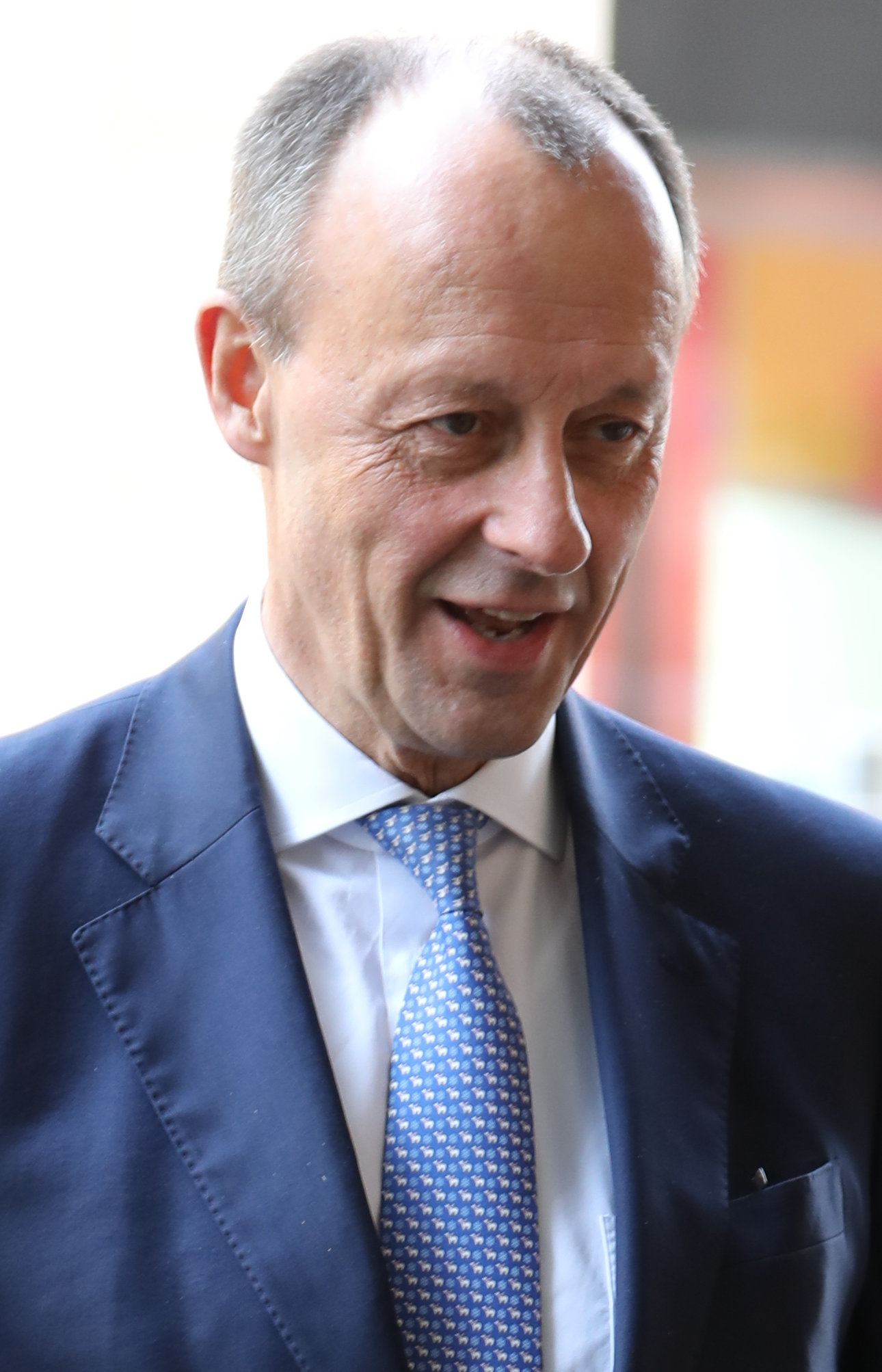
Friedrich Merz im Frühjahr 2022

Friedrich Merz wurde mit 94,6 % der Stimmen ohne Gegenkandidaten gewählt.
| Friedrich Merz                                                              | 915   | 94,6 %  |
| Der Prozentwert bezieht sich auf die Anzahl der abgegeben gültigen Stimmen. |       |         |
| Stimmberechtigte Delegierte                                                 | 1.001 | 100,0 % |
| Abgegebene Stimmen                                                          | 967   | 96,6 %  |

Bei der anschließenden Briefwahl erhielt Merz 95,33 % der Stimmen.

### Kandidaten und Ergebnisse
| Kandidat             | Funktion                             | Ergebnis Digitalparteitag in % | Ergebnis Briefwahl in % |
| -------------------- | ------------------------------------ | ------------------------------ | ----------------------- |
| Mario Czaja          | Generalsekretär                      | 92,89                          | 94,24                   |
| Silvia Breher        | Stellvertretende Bundesvorsitzende   | 81,95                          | 87,97                   |
| Andreas Jung         | Stellvertretender Bundesvorsitzender | 80,59                          | 86,64                   |
| Michael Kretschmer   | Stellvertretender Bundesvorsitzender | 92,65                          | 94,10                   |
| Carsten Linnemann    | Stellvertretender Bundesvorsitzender | 82,06                          | 87,42                   |
| Karin Prien          | Stellvertretende Bundesvorsitzende   | 70,83                          | 74,50                   |
| Julia Klöckner       | Schatzmeisterin                      | 72,69                          | 77,15                   |
| Bernd Althusmann     | Mitglied des Präsidiums              | 81,57                          | 88,84                   |
| Ines Claus           | Mitglied des Präsidiums              | 71,94                          | 85,83                   |
| Reiner Haseloff      | Mitglied des Präsidiums              | 82,83                          | 89,40                   |
| Ronja Kemmer         | Mitglied des Präsidiums              | 70,05                          | 80,13                   |
| Karl-Josef Laumann   | Mitglied des Präsidiums              | 83,66                          | 89,84                   |
| Ina Scharrenbach     | Mitglied des Präsidiums              | 68,38                          | 83,93                   |
| Jens Spahn           | Mitglied des Präsidiums              | 60,21                          | 70,09                   |
| Annette Widmann-Mauz | Mitglied des Präsidiums              | 45,45 %                        | nicht gewählt           |
| Henning Otte         | Mitgliederbeauftragter               | 91,91                          | 95,19                   |
| Thomas Bareiß        | Mitglied des Bundesvorstands         | 53,90                          | 82,30                   |
| Ruth Baumann         | Mitglied des Bundesvorstands         | 57,44                          | 87,47                   |
| Peter Beuth          | Mitglied des Bundesvorstands         | 62,85                          | 87,93                   |
| Steffen Bilger       | Mitglied des Bundesvorstands         | 63,68                          | 90,11                   |
| Joe Chialo           | Mitglied des Bundesvorstands         | 83,14                          | 94,71                   |
| Birte Glißmann       | Mitglied des Bundesvorstands         | 64,00                          | 87,93                   |
| Hermann Gröhe        | Mitglied des Bundesvorstands         | 63,68                          | 85,86                   |
| Serap Güler          | Mitglied des Bundesvorstands         | 62,33                          | 76,90                   |
| Elke Hannack         | Mitglied des Bundesvorstands         | 63,79                          | 88,62                   |
| Barbara Havliza      | Mitglied des Bundesvorstands         | 54,32                          | 88,28                   |
| Stefan Heck          | Mitglied des Bundesvorstands         | 63,89                          | 91,26                   |
| Mechthild Heil       | Mitglied des Bundesvorstands         | 65,66                          | 91,38                   |
| Jessica Heller       | Mitglied des Bundesvorstands         | 73,36                          | 93,79                   |
| Laura Hopmann        | Mitglied des Bundesvorstands         | 71,80                          | 91,95                   |
| Franziska Hoppermann | Mitglied des Bundesvorstands         | 57,34                          | 90,00                   |
| Thomas Jarzombek     | Mitglied des Bundesvorstands         | 62,12                          | 86,90                   |
| Thomas Kufen         | Mitglied des Bundesvorstands         | 76,07                          | 92,30                   |
| Mike Mohring         | Mitglied des Bundesvorstands         | 59,21                          | 81,15                   |
| Lucia Puttrich       | Mitglied des Bundesvorstands         | 62,23                          | 88,74                   |
| Jan Redmann          | Mitglied des Bundesvorstands         | 61,29                          | 91,61                   |
| Bastian Schneider    | Mitglied des Bundesvorstands         | 60,15                          | 87,24                   |
| Sven Schulze         | Mitglied des Bundesvorstands         | 60,46                          | 90,23                   |
| Marc Speicher        | Mitglied des Bundesvorstands         | 63,79                          | 90,80                   |
| Johannes Steiniger   | Mitglied des Bundesvorstands         | 62,02                          | 89,89                   |
| Wiebke Winter        | Mitglied des Bundesvorstands         | 64,52                          | 82,76                   |
| Otto Wulff           | Mitglied des Bundesvorstands         | 76,17                          | 90,46                   |
| Dennis Radtke        | Mitglied des Bundesvorstands         | 52,86                          | nicht gewählt           |
| Jana Schimke         | Mitglied des Bundesvorstands         | 50,78                          | nicht gewählt           |
| Stefan Berger        | Mitglied des Bundesvorstands         | 49,64                          | nicht gewählt           |
| Andrea Klieve        | Mitglied des Bundesvorstands         | 48,80                          | nicht gewählt           |
| Monica Wüllner       | Mitglied des Bundesvorstands         | 47,87                          | nicht gewählt           |
| Maria-Lena Weiss     | Mitglied des Bundesvorstands         | 47,55                          | nicht gewählt           |
| Anja Karliczek       | Mitglied des Bundesvorstands         | 42,98                          | nicht gewählt           |
| Veronika Koch        | Mitglied des Bundesvorstands         | 40,37                          | nicht gewählt           |
| Ilka Lochner         | Mitglied des Bundesvorstands         | 36,84                          | nicht gewählt           |
| Bettina Wiesmann     | Mitglied des Bundesvorstands         | 32,80                          | nicht gewählt           |
| Martina Schweinsburg | Mitglied des Bundesvorstands         | 28,80                          | nicht gewählt           |
| Dennis Junk          | Mitglied des Bundesvorstands         | 27,68                          | nicht gewählt           |
| Sylvia Pantel        | Mitglied des Bundesvorstands         | 22,32                          | nicht gewählt           |

Auf dem Digitalparteitag gab es, wie schon auf dem Bundesparteitag 2021, mehr Kandidaten als Plätze im Bundesvorstand. Das führte insbesondere auf der Ebene der 26 Beisitzer zu Kampfkandidaturen. Insgesamt wurden 14 Personen nicht gewählt. Beste Wahlergebnisse mit über 90 % der Stimmen erzielten auf dem Digitalparteitag neben dem neuen Bundesvorsitzenden Merz, der neue Generalsekretär Czaja, Sachsens Ministerpräsident Kretschmer und der Mitgliederbeauftragte Otte. Überraschend wurde die Vorsitzende der Frauen-Union Widmann-Mauz nicht ins Präsidium der CDU Deutschlands wiedergewählt. Auch die ehemalige Bildungsministerin Karliczek konnte mit 42,98 % der Stimmen des Digitalparteitags nicht Mitglied des Bundesvorstandes werden. Im digitalen Wahlvorgang hatte der Bundestagsabgeordnete Thomas Bareiß das schlechteste Ergebnis der gewählten Mitglieder des Bundesvorstandes (53,9 %). Die ehemalige Bundestagsabgeordnete Sylvia Pantel hatte mit 22,32 % das schlechteste Ergebnis aller Kandidaten. Die schlechtesten Briefwahlergebnisse erhielten Serap Güler mit 76,90 %, Karin Prien mit 74,50 % und Jens Spahn mit 70,09 %. Die Briefwahl diente der formalen Bestätigung der digitalen Wahlvorgänge. Durch den Ausschluss der Nichtgewählten zeigen sich teils deutliche Abweichungen der Briefwahlergebnisse von den ursprünglichen digitalen Wahlergebnissen.